# Bitwa pod Lututowem
Bitwa pod Lututowem – bitwa powstania styczniowego, stoczona 15 czerwca 1863 na polach miasta Lututów. W bitwie tej przeważające siły wojsk rosyjskich rozbiły około 250-osobowy oddział dowodzony przez płk. Antoniego Korotyńskiego. W znacznym stopniu zapomniana.

## Przebieg bitwy
Oddział Antoniego Korotyńskiego powstał w pierwszej dekadzie czerwca 1863 roku. W przeważającej części zaciągnęli się do niego mieszkańcy powiatów krotoszyńskiego, ostrowskiego i ostrzeszowskiego, czyli z obszaru zaboru pruskiego. W dniu 10 czerwca oddział liczył około 250 powstańców, uzbrojonych głównie w kosy. Broń palna to wszelkiego rodzaju broń myśliwska oraz kilka sztucerów. Do oddziału dołączyło też kilku kawalerzystów, a raczej posiadaczy koni, którzy mieli pełnić funkcje patrolowe oraz czujek w bezpośredniej dyspozycji dowódcy oddziału.
Informacja o powstaniu oddziału, jego stanie osobowym i uzbrojeniu szybko dotarła do Rosjan, którzy niezwłocznie zorganizowali ekspedycję przeciw niemu. Wyszła z dwóch garnizonów: kaliskiego (od północy) i wieluńskiego (od południa). Zgrupowaniem kaliskim dowodził płk Tarasenkow, mając do dyspozycji 3 kompanie piechoty, szwadron kawalerii oraz 4 działa; w sumie 750 żołnierzy, natomiast zgrupowaniem wieluńskim płk Wsiewołod Pomierancew, mający pod sobą 4 kompanie piechoty, 80 kawalerzystów (50 kozaków i 30 tzw. objezdczyków; razem ok. 880 żołnierzy). W sumie siły rosyjskie liczyły 1630 ludzi.
Wymienione wyżej siły rosyjskie wyruszyły równocześnie w kierunku domniemanego miejsca postoju oddziału Korotyńskiego 14 czerwca. Ppłk Tarasenkow wzdłuż rzeki Prosny do Kuźnicy Grabowskiej, natomiast płk Pomerancew z Wielunia kierował się na wsie Biała, Naramienice i na miasto Lututów. Pomimo tego, że były to odległości nie przekraczające 40 km, to po dotarciu w zaplanowane rejony zatrzymano się na postój i nocleg.
Akcję wznowiono na drugi dzień, 15 czerwca. W godzinach porannych zwiad kolumny kaliskiej natknął się w lesie węglewickim na czat powstańczy. Zaskoczony tak szybkim pojawieniem się Rosjan w rejonie organizującego się zgrupowania, Korotyński zaczął wycofywać się w kierunku południowym, na Lututów. Prawdopodobnie odwrót miał charakter bezładny. Ostatecznie powstańcy znaleźli się na cyplu lasku zwanego w okolicy „Koziołkiem” przy ul. Powstańców Styczniowych 1863r. w Lututowie. Przed nimi rozciągała się ponad 1,5-kilometrowa wolna przestrzeń, za plecami mieli kolumnę kaliską Rosjan a przed sobą nadciągające pododdziały kolumny wieluńskiej.
W tej sytuacji Korotyński, prawdopodobnie dla ratowania najlepiej uzbrojonej części oddziału, dokonał jego podziału: część uzbrojona w broń palną – chociaż mieli do niej niewiele amunicji – pod dowództwem swojego zastępcy o pseudonimie „Tatar” miała próbować przebicia się przez zaciskająca się pętlę okrążenia, atakując zgrupowanie kaliskie. Grupa ta liczyła 130 ludzi, natomiast Korotyński pozostał na miejscu ze 120 ludźmi uzbrojonymi tylko w kosy.
Walka rozpoczęła się około godz. 11.00, na polach Lututowa i trwała prawie trzy godziny. Szybko, przy wymienionej wyżej dysproporcji sił, przekształciła się w rozpaczliwą obronę ludzi skazanych w tej sytuacji na pewną śmierć. Ostatecznie część z nich, widząc bezsens dalszego oporu poddała się. Dowodzący nimi Antoni Korotyński został ciężko ranny i zmarł po kilku dniach.
Bitwa, która sama w sobie była masakrą, zakończyła się też masakrą, ponieważ dowódca grupy wieluńskiej płk Pomerancew wydał rozkaz Kozakom wymordowania wziętych do niewoli.
Ostatecznie na polu bitwy pozostało 64 zabitych i 40 rannych, z których po kilku dniach zmarło dalszych 11. Do niewoli wzięto tylko trzech powstańców.
Grupa „Tatara” najprawdopodobniej również została rozbita albo sama uległa rozproszeniu, bo brak jest wiadomości o jej dalszej działalności.

## Upamiętnienie
Poległych w walce Rosjanie nie pozwolili pochować na cmentarzu stąd ciała ich złożono w zbiorowej mogile w głębi lasu o miejscowej nazwie „Cezarka” (kierunek Górka Klonowska).
Zmarłych później od ran pochowano na cmentarzu w Lututowie, w mogile (w lewo od gł. wejścia), która zachowała się tylko w stanie szczątkowym. Pogrzeb miał charakter manifestacyjny z licznym udziałem okolicznej ludności i 40 księży.
Na miejscu bitwy po zachodniej stronie szosy, na skraju lasu „Koziołek” w 1993 r. ustawiono dwa duże krzyże i głazy (na wsch. i zach. skraju pola bitwy). Obok jednego z krzyży, przy samotnej sośnie z kapliczką, na granitowym głazie, wyryto wizerunek Orła powstańczego ze słowami modlitwy: Boże, zbaw Polskę. Poniżej zamocowano napisy wykonane w metalu: 15 VI 1863 r. w lesie Koziołek miała miejsce bitwa kosynierów pod wodzą płk A. Korotyńskiego z wojskami rosyjskimi. Po drugiej stronie pola bitwy trzy głazy, a na największym z nich Orzeł powstańczy z napisem w otoku: Ojczyznę wolną racz nam wrócić Panie i poniżej: Miejsce zaciętej bitwy 120 kosynierów pod wodzą płk Antoniego Korotyńskiego z wojskami rosyjskimi dnia 15 VI 1863 r. Zabito i wymordowano 64 powstańców, 46 ciężko raniono, 3 wzięto do niewoli. Cześć ich pamięci.